# Jerome Bruner
Jérôme Seymour Bruner (1. října 1915 New York – 5. června 2016) byl psycholog s pedagogickými a právnickými zájmy. Významně přispěl ke konstruktivní teorii učení. Byl 28. nejcitovanějším psychologem ve 20. století.
Po bakaláři na universitě Duke v roce 1937 promoval v roce 1941 na Harvardově univerzitě. Bruner vyučoval budoucí psychology. Byl profesorem na Harvardu (1952–1972), Oxfordu (1972–1980) a na Newyorské univerzitě (od roku 1980).
Svými studiemi vývojové psychologie představuje průkopníka v teorii vývoje myšlení a řeči. Poukázal na význam okolí na učení a zdůraznil ve své teorii slovní zásoby (1983) význam interakce matka-dítě při hře ve fázi, kdy dítě ještě nemluví, pro vývoj logických struktur myšlení jako diferenciaci subjekt-objekt. Tím rozšířil Noam Chomského formulaci vrozeného systému slovní zásoby o rodinnou, systémovou podporu slovní zásoby. Kritici namítají, že existují specifické případy z minulých let, ale jako takové nemohou být zobecněné.
Ve školní praxi je znám jeho návrh, jak zařadit učební látku do formy spirálního kurikula. Ale také reprezentativní způsoby (enaktivní=pantomimicky, ikonicky=názorně, symbolicky=jazykově) ovlivňují vývoj dítěte, vylíčil jako adici. Působivé bylo jeho vystoupení o učení skrz poznání jako cestě k porozumění slova. Je považován za partnera Davida Ausubela, který široce analyzoval instrukce a vysvětlení vývoje učení.